# T. M. Aluko
Pour les articles homonymes, voir Aluko.
Timothy Mofolorunso Aluko, né le 14 juillet 1918 à Ilesha et décédé le 1er mai 2010 à Lagos, est un romancier nigérian.

## Biographie
Aluko est Yoruba. Il suit des études d'ingénieur civil et de planification urbaine à l'université de Londres. Il travaille ensuite comme fonctionnaire dans son pays natal, notamment comme directeur des travaux publics dans l'ouest du Nigeria. Aluko quitte le service public en 1966 pour devenir professeur à l'université[Laquelle ?].
Ses romans, notamment One Man, One Wife (1959), One Man, One Matchet (1964), Chief the Honourable Minister (1970) et His Worshipful Majesty (1973), sont satiriques de caractère, et traitent du clash des valeurs modernes et traditionnelles de l'Afrique. Il publie son autobiographie en 1994 sous le titre  My Years of Service.